# Shane Gouldová
Shane Elizabeth Gouldová, nepřechýleně Shane Elizabeth Gould (* 23. listopadu 1956, Sydney) je australská plavkyně. Je držitelkou pěti olympijských medailí, z toho tří zlatých. Všechny získala na jediné olympiádě, v Mnichově roku 1972, ve svých patnácti letech. Vytvořila světový rekord ve volném způsobu na všech pěti vzdálenostech, které se na vrcholných soutěžích plavou (100, 200, 400, 800 i 1500 metrů), jakožto vůbec první žena.
V Mnichově získala zlato v závodě na 200 a 400 metrů volným způsobem a v individuálním polohovém závodě na 200 metrů. Krom toho získala stříbro ze závodu na 800 metrů volným způsobem a bronz ze závodu na 100 metrů volným způsobem.
Krátce po úspěšné olympiádě musela ve svých 16 letech ukončit kariéru kvůli problémům s ramenem.
V roce 2018 se zúčastnila australské verze reality show Survivor. Tuto sérii vyhrála ve věku 61 let a stala se tak nejstarším vítězem Survivora napříč všemi světovými mutacemi. Díky svému výkonu byla pozvána do první hvězdné australské edice, kde ji však protihráči kvůli statusu vítězky vyřadili jako první.